# Судебный писарь
Судебный писарь (известен также как протоколист или стенографист) — лицо ведущее стенографический протокол судебного заседания. По окончании заседания суда протоколист расшифровывает аудиозапись или стенограмму и передаёт протокол секретарю суда. В судах низшей инстанции секретарь суда и судебный писарь часто одно и то же лицо.
В США обычные суды могут вести аудиозапись, но в высших судах штатов, рассматривающих уголовные дела и многомиллионные гражданские иски обычно используются традиционные способы ведения протоколов (профессия протоколиста называется там «court reporter»). Число судебных протоколистов в стране превышает 15 тыс.. Среди методов записи: стенография, стенотип, стеномаска, запись звука.